# Thomas Saltzmann
Thomas Saltzmann († 1527 in Straßburg) war ein Wiedertäufer, der als Gotteslästerer vor Gericht gestellt und verurteilt wurde.
Saltzmann wurde für seine Aussagen angeklagt, wonach sich das Alte und das Neue Testament widersprächen, und dass Christus ein falscher Prophet gewesen sei, der seinen Tod verdient hätte. Es gäbe nur einen einzigen Gott, der Moses im Dornbusch erschienen sei. Saltzmann vertrat die Idee, dass Christus nicht Gott sei. Während des Verfahrens überspitzten angebliche Zeugen noch die Frevelhaftigkeit seiner Ausdrucksweise. Zum Prozessende war Saltzmann voller Reue, was die Richter dazu veranlasste, die ursprünglich verhängte Strafe durch Verbrennen in Tod durch Enthauptung umzuwandeln.